# James Emanuel
James Emanuel (Alliance (Nebraska), 15 giugno 1921 – Parigi, 28 settembre 2013) è stato un poeta statunitense. È ritenuto uno dei migliori e ciononostante più trascurati poeti viventi, ha pubblicato oltre 300 poesie, 13 volumi, un'antologia di letteratura afroamericana e un'autobiografia. Gli è accreditata anche la creazione di un nuovo genere letterario, jazz-and-blues haiku, spesso letto con accompagnamento musicale.

## Biografia
Nato in Nebraska nel 1921, Emanuel ha passato la giovinezza nelle terre dell'ovest, facendo molti lavori diversi. A vent'anni, è entrato a far parte dell'esercito, prestando servizio come segretario di Benjamin O. Davis, Sr. Dopo il congedo, ha studiato alla Howard University e si è laureato alla Northwestern University (Master of Arts) e alla Columbia University (Ph.D.). in seguito si è trasferito a New York City, dove ha insegnato al City College of New York e dove ha inserito lo studio della poesia afroamericana. Emanuel ha lavorato anche come editore, iniziando a pubblicare una raccolta di poesie di Langston Hughes, che considerava un mentore.
Emanuel ha insegnato anche all'Università di Tolosa (1968-1969), di Grenoble e di Varsavia. Attualmente vive a Parigi, Francia.

## Scritti

### Poesia
Emanuel è poeta, accademico e critico. Come poeta, ha pubblicato oltre 300 poesie e 13 libri. È considerato uno dei migliori poeti del tempo, benché sia sconosciuto ai più. I critici hanno suggerito alcuni motivi per cui ciò avviene, tra i quali il fatto che Emanuel componga gran parte dei suoi scritti con uno stile tradizionale, che non viva più negli Stati Uniti.
Gli inoltre accreditata l'invenzione di un nuovo genere letterario, jazz-and-blues haiku, che ha letto con accompagnamento musicale in Europa ed Africa. Per questa sua creazione è stato premiato con il Sidney Bechet Creative Award nel 1996. Ha vinto anche il Dean's Award for Distinguished Achievement nel 2007, conferitogli dalla Columbia University's Graduate School of Arts and Sciences, il John Hay Whitney Award, il Saxton Memorial Fellowship, ed uno Special Distinction Award dal Black American Literature Forum.

### Critica e lettere
Oltre alle sue poesie, Emanuel ha pubblicato anche (con Theodore Gross) l'antologia di letteratura afroamericana Dark Symphony: Negro Literature in America nel 1968. Era una delle maggiori raccolte di scritti di autori afroamericani. Questa antologia, unita al lavoro di educatore di Emanuel, ha fortemente influenzato la nascita del genere letterario afroamericano.
Nel 2000 una raccolta di lettere e scritti di Emanuel è stata messa nella Library of Congress. Tra queste, ci sono gli scambi epistolari tenuti con Gwendolyn Brooks, Ralph Ellison, Benjamin O. Davis, Ossie Davis, W.E.B. Du Bois e molti altri.
Emanuel ha anche pubblicato cinque Broadside Critics (1971-1975) e scritto un gran numero di saggi. Tra i suoi altri lavori si trova inoltre un libro di memorie, The Force and the Reckoning, pubblicato nel 2001.

## Opere
- Langston Hughes (New York: Twayne)
- Dark Symphony: Negro Literature in America with Theodore L. Gross (New York: Free Press)
- The Treehouse and Other Poems (Detroit: Broadside Press)
- Panther Man (Detroit: Broadside Press)
- How I Write/2 con MacKinlay Kantor e Lawrence Osgood (New York: Harcourt Brace Jovanovich)
- Black Man Abroad: The Toulouse Poems(Detroit: Lotus Press)
- A Chisel in the Dark (Poems Selected and New) (Detroit: Lotus Press)
- A Poet's Mind (New York: Regents)
- The Broken Bowl (New and Collected Poems) (Detroit: Lotus Press)
- Deadly James and Other Poems (Detroit: Lotus Press)
- The Quagmire Effect
- Whole Grain: Collected Poems, 1958-1989 (Detroit: Lotus Press)
- De la rage au cœur con Jean Migrenne e Michel Fabre (Thaon, France: Amiot/Lenganey)
- Blues in Black and White
- Reaching for Mumia: 16 Haiku
- Haiku for Ksenia Milicevic,Her Paintings,Paris 27.VI.1990
- Jazz from the Haiku King
- The Force and the Reckoning